# 앤디 아이오나
앤디 아이오나(Andy Iona, 1902년 1월 1일 ~ 1966년 11월 9일, 본명: 앤드루 아이오나 롱, Andrew Aiona Long)는 미국의 음악가이다 하와이의 가장 영향력 있는 음악가들 가운데 한 명이다. 작곡가, 송라이터, 지휘자, 색소폰 연주자, 스틸 기타리스트이다.
색소폰 주자이며, 재즈 악기를 하와이언에 적용시켜 스윙 하와이언으로 그 이름을 떨쳤다. 후피와 동일 시대의 대표적 스타이다.  아이오나는 호놀룰루의 카리히구(區)에서 태어났다. 성장 후에 클라리넷과 색소폰을 익혀, 그 후 미본토(美本土)로 간 뒤에도 이 두 악기의 주자로서 로컬 밴드에서 취주하였다. 1930년 초기에 섬 코키, 대니 스튜어트 등과 유명한 아이란다스를 구성, 잇달아 히트 레코드를 냈다.  그들의 절찬을 받은 연주는 어느 것이나 모두 이 무렵의 것이다. 작품은 매우 많으며, 대표작으로는 <남해의 매혹의 섬>,    <나의 와이키키의 장미> 등을 들 수 있다.